# Christmas Without You
«Christmas Without You» (en español, «Navidad sin ti») es una canción de la cantante estadounidense Ava Max, lanzada el 15 de octubre de 2020 a través de Atlantic Records. Fue escrita por Max, Jesse Aicher, Sam Martin y los productores Gian Stone y Cirkut. Es una canción pop navideña que contiene un piano, un cascabel y una línea de bajo, junto con el melisma y las voces de registro de silbido de Max. Un videoclip fue lanzado sin anuncio previo el 17 de diciembre de 2022.
«Christmas Without You» recibió críticas generalmente favorables de los críticos musicales, que elogiaron el sonido navideño. La canción alcanzó el puesto número 16 en la lista musical estadounidense Billboard Adult Contemporary y el puesto número 28 en Alemania.

## Composición
Musicalmente, «Christmas Without You» es una canción pop navideña, que es animada, upbeat y tiene una influencia retro. La canción comienza con acordes de piano, que pasa al primer coro con sonidos de cascabeles. Durante el siguiente verso, se usa una línea de bajo con un ritmo y armonía básicos, antes de llevar al segundo coro. Max usa melisma a lo largo de la balada vocal, que culmina con un registro de silbido en el último coro. Jerrett Franklin de Nashville Music Reviews declaró que la voz de Max se vuelve más fuerte en la canción, que comparó su registro de silbidos con Mariah Carey.

## Recepción crítica
Escribiendo para Idolator, Mike Wass llamó a la canción un «himno festivo para sentirse bien» con un «coro amado». Continuó diciendo que este era uno de los mejores himnos navideños modernos. David Gleisner de Washington City Paper elogió la voz y composición de Max, afirmando que la canción evoca una emoción positiva en Navidad.

## Promoción
El videoclip de «Christmas Without You» fue lanzado el 17 de diciembre de 2022. Max luce un cabello largo, rubio y simétrico y un vestido rojo de estilo navideño, mientras aparece frente a un fondo de temática invernal.
La cantante taiwanesa y miembro de Twice, Tzuyu, interpretó una versión de «Christmas Without You» en un estudio el 21 de diciembre de 2022, mientras vestía un suéter blanco, una bufanda roja y una diadema de reno.

## Créditos y personal
Créditos adaptados de Tidal.
- Amanda Ava Koci – voz, composición
- Henry Walter – producción, composición, instrumentos, teclados, programación, ingeniería
- Gian Stone – producción, composición, bajo, instrumentos, teclados, programación, ingeniería
- Jesse Aicher – composición
- Sam Martin – composición
- Kurt Thum – teclados
- Mark Schic – guitarra
- Yasmeen «YAS» Al-Mazeedi – cuerdas
- Chris Gehringer – masterización
- Serban Ghenea – mezcla
- John Hanes – mezcla, ingeniería
- Rafael Fadul – ingeniería

## Posicionamiento en listas
| Listas (2020–2021)                                    | Mejor posición |
| ----------------------------------------------------- | -------------- |
| Alemania (Official German Charts)                     | 28             |
| Austria (Ö3 Austria Top 40)                           | 42             |
| Bélgica (Ultratop 50 Flandes)                         | 42             |
| Bélgica (Ultratip Valonia)                            | 25             |
| Corea del Sur (Circle)                                | 86             |
| Croacia (HRT)                                         | 24             |
| Estados Unidos (Billboard Adult Contemporary)         | 16             |
| Estados Unidos (Billboard Holiday Digital Song Sales) | 10             |
| Finlandia (Radiosoittolista)                          | 28             |
| Hungría (Rádiós Top 40)                               | 33             |
| Irlanda (IRMA)                                        | 42             |
| Lituania (AGATA)                                      | 43             |
| Mundo (Billboard Global 200)                          | 148            |
| Nueva Zelanda (RMNZ Hot Singles)                      | 31             |
| Países Bajos (Dutch Top 40)                           | 19             |
| Países Bajos (Single Top 100)                         | 69             |
| Reino Unido (UK Singles)                              | 43             |
| República Checa (Rádio – Top 100)                     | 52             |
| Suiza (Schweizer Hitparade)                           | 66             |

## Historial de lanzamiento
| Región | Fecha                 | Formato(s)                  | Discográfica     | Ref.   |
| ------ | --------------------- | --------------------------- | ---------------- | ------ |
| Varios | 15 de octubre de 2020 | Descarga digital, streaming | Atlantic Records | [ 28 ] |